# Premi César 2023

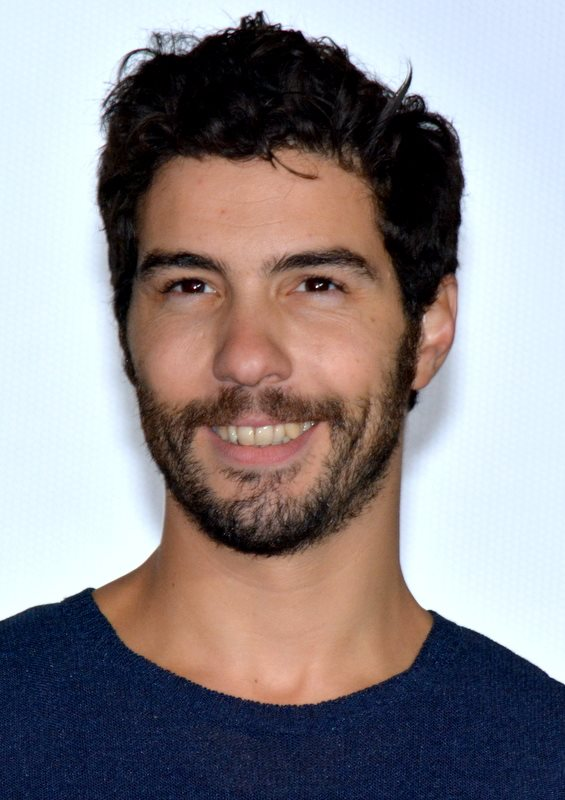
Tahar Rahim presentatore della cerimonia di premiazione

La cerimonia di premiazione della 48ª edizione dei Premi César si è tenuta il 24 febbraio 2023 presso il teatro Olympia di Parigi, presentata dall'attore Tahar Rahim.
Le candidature, riferite ad opere di produzione francese distribuite nel 2022, sono state annunciate il 25 gennaio 2023.

## Vincitori e candidati
I vincitori sono indicati in grassetto, a seguire gli altri candidati.

### Miglior film
- La notte del 12 (La Nuit du 12), regia di Dominik Moll
  - Forever Young - Les Amandiers (Les Amandiers), regia di Valeria Bruni Tedeschi
  - La vita è una danza (En corps), regia di Cédric Klapisch
  - L'innocente (L'Innocent), regia di Louis Garrel
  - Pacifiction - Un mondo sommerso (Pacifiction - Tourment sur les îles), regia di Albert Serra

### Miglior regista
- Dominik Moll - La notte del 12 (La Nuit du 12)
  - Cédric Klapisch - La vita è una danza (En corps)
  - Louis Garrel - L'innocente (L'Innocent)
  - Cédric Jimenez - November - I cinque giorni dopo il Bataclan (Novembre)
  - Albert Serra - Pacifiction - Un mondo sommerso (Pacifiction - Tourment sur les îles)

### Miglior attore
- Benoît Magimel - Pacifiction - Un mondo sommerso (Pacifiction - Tourment sur les îles)
  - Jean Dujardin - November - I cinque giorni dopo il Bataclan (Novembre)
  - Louis Garrel - L'innocente (L'innocent)
  - Vincent Macaigne - Una relazione passeggera (Chronique d'une liaison passagère)
  - Denis Ménochet - Peter von Kant

### Miglior attrice
- Virginie Efira - Revoir Paris
  - Fanny Ardant - I giovani amanti (Les Jeunes Amants)
  - Juliette Binoche - Tra due mondi (Ouistreham)
  - Laure Calamy - Full Time - Al cento per cento (À plein temps)
  - Adèle Exarchopoulos - Generazione Low Cost (Rien à foutre)

### Migliore attore non protagonista
- Bouli Lanners - La notte del 12 (La Nuit du 12)
  - François Civil - La vita è una danza (En corps)
  - Micha Lescot - Forever Young - Les Amandiers (Les Amandiers)
  - Pio Marmaï - La vita è una danza (En corps)
  - Roschdy Zem - L'innocente (L'Innocent)

### Migliore attrice non protagonista
- Noémie Merlant - L'innocente (L'innocent)
  - Judith Chemla - Le sixième enfant
  - Anaïs Demoustier - November - I cinque giorni dopo il Bataclan (Novembre)
  - Anouk Grinberg - L'innocente (L'innocent)
  - Lyna Khoudri - November - I cinque giorni dopo il Bataclan (Novembre)

### Migliore promessa maschile
- Bastien Bouillon - La notte del 12 (La Nuit du 12)
  - Stefan Crepon - Peter von Kant
  - Dimitri Doré - Bruno Reidal
  - Paul Kircher - Le Lycéen
  - Aliocha Reinert - Petite nature

### Migliore promessa femminile
- Nadia Tereszkiewicz - Forever Young - Les Amandiers (Les Amandiers)
  - Marion Barbeau - La vita è una danza (En corps)
  - Guslagie Malanda - Saint Omer
  - Rebecca Marder - Une jeune fille qui va bien
  - Mallory Wanecque - I peggiori di tutti (Les Pires)

### Migliore sceneggiatura originale
- Louis Garrel, Tanguy Viel e Naïla Guiguet - L'innocente (L'innocent)
  - Éric Gravel - Full Time - Al cento per cento (À plein temps)
  - Valeria Bruni Tedeschi, Agnès de Sacy e Noémie Lvovsky - Forever Young - Les Amandiers (Les Amandiers)
  - Cédric Klapisch e Santiago Amigorena - La vita è una danza (En corps)
  - Alice Diop, Amrita David e Marie NDiaye - Saint Omer

### Migliore adattamento
- Gilles Marchand e Dominik Moll - La notte del 12 (La Nuit du 12) dal libro documentario 18.3 - Une année à la PJ di Pauline Guéna
  - Michel Hazanavicius - Cut! Zombi contro zombi (Coupez!) remake di Zombie contro zombie - One Cut of the Dead (Kamera o tomeru na!) diretto da Shin'ichirō Ueda
  - Thierry de Peretti e Jeanne Aptekman - Undercover - L'infiltrato (Enquête sur un scandale d'État) dal libro inchiesta L'Infiltré del 2017 di Hubert Avoine ed Emmanuel Fansten

### Migliore fotografia
- Artur Tort - Pacifiction - Un mondo sommerso (Pacifiction - Tourment sur les îles)
  - Julien Poupard - Forever Young - Les Amandiers (Les Amandiers)
  - Alexis Kavyrchine - La vita è una danza (En corps)
  - Patrick Ghiringhelli - La notte del 12 (La Nuit du 12)
  - Claire Mathon - Saint Omer

### Miglior montaggio
- Mathilde Van de Moortel - Full Time - Al cento per cento (À plein temps)
  - Anne-Sophie Bion - La vita è una danza (En corps)
  - Pierre Deschamps - L'innocente (L'Innocent)
  - Laure Gardette - November - I cinque giorni dopo il Bataclan (Novembre)
  - Laurent Rouan - La notte del 12 (La Nuit du 12)

### Migliore scenografia
- Christian Marti - Simone Veil - La donna del secolo (Simone, le voyage du siècle)
  - Emmanuelle Duplay - Forever Young - Les Amandiers (Les Amandiers)
  - Sébastian Birchler - Couleurs de l'incendie
  - Michel Barthélémy - La notte del 12 (La Nuit du 12)
  - Sébastien Vogler - Pacifiction - Un mondo sommerso (Pacifiction - Tourment sur les îles)

### Migliori costumi
- Gigi Lepage - Simone Veil - La donna del secolo (Simone, le voyage du siècle)
  - Caroline de Vivaise - Forever Young - Les Amandiers (Les Amandiers)
  - Pierre-Jean Larroque - Couleurs de l'incendie
  - Emmanuelle Youchnovski - En attendant Bojangles
  - Corinne Bruand - L'innocente (L'Innocent)
  - Praxèdes de Vilallonga - Pacifiction - Un mondo sommerso (Pacifiction - Tourment sur les îles)

### Migliore musica
- Irène Drésel - Full Time - Al cento per cento (À plein temps)
  - Alexandre Desplat - Cut! Zombi contro zombi (Coupez!)
  - Grégoire Hetzel - L'innocente (L'Innocent)
  - Olivier Marguerit - La notte del 12 (La Nuit du 12)
  - Marc Verdaguer e Joe Robinson - Pacifiction - Un mondo sommerso (Pacifiction - Tourment sur les îles)
  - Anton Sanko - Passeggeri della notte (Les Passagers de la nuit)

### Miglior sonoro
- François Maurel, Olivier Mortier e Luc Thomas - La notte del 12 (La Nuit du 12)
  - Cyril Moisson, Nicolas Moreau e Cyril Holtz - La vita è una danza (En corps)
  - Laurent Benaïm, Alexis Meynet e Olivier Guillaume - L'innocente (L'Innocent)
  - Cédric Deloche, Alexis Place Gwennolé Le Borgne e Marc Doisne - November - I cinque giorni dopo il Bataclan (Novembre)
  - Jordi Ribas, Benjamin Laurent e Bruno Tarrière - Pacifiction - Un mondo sommerso (Pacifiction - Tourment sur les îles)

### Miglior film straniero
- As bestas, regia di Rodrigo Sorogoyen • Spagna, Francia
  - Close, regia di Lukas Dhont • Belgio, Francia, Paesi Bassi
  - La cospirazione del Cairo (Boy From Heaven), regia di Tarik Saleh • Svezia, Francia, Finlandia
  - EO, regia di Jerzy Skolimowski • Polonia, Italia
  - Triangle of Sadness, regia di Ruben Östlund • Svezia, Germania, Francia

### Migliore opera prima
- Saint Omer, regia di Alice Diop
  - Bruno Reidal, regia di Vincent Le Port
  - Falcon Lake, regia di Charlotte Le Bon
  - I peggiori di tutti (Les Pires), regia di Lise Akoka e Romane Guéret
  - Le sixième enfant, regia di Léopold Legrand

### Miglior documentario
- Retour à Reims, regia di Jean-Gabriel Périot
  - Allons enfants, regia di Thierry Demaizière e Alban Teurlai
  - Les années super 8, regia di David Ernaux-Briot
  - Le chêne, regia di Laurent Charbonnier e Michel Seydoux
  - Jane par Charlotte, regia di Charlotte Gainsbourg

### Miglior film d'animazione
- Moje slunce Mad, regia di Michaela Pavlátová
  - Ernest e Celestine - L'avventura delle 7 note (Ernest et Célestine: Le voyage en Charabie), regia di Jean-Christophe Roger e Julien Chheng
  - Il piccolo Nicola - Cosa stiamo aspettando per essere felici? (Le petit Nicolas: Qu'est-ce qu'on attend pour être heureux?), regia di Amandine Fredon e Benjamin Massoubre

### Migliori effetti visivi
- Laurens Ehrmann - Notre-Dame in fiamme (Notre-Dame brûle)
  - Guillaume Marien - Les Cinq Diables
  - Sébastien Rame - Fumare provoca la tosse (Fumer fait tousser)
  - Mikaël Tanguy - November - I cinque giorni dopo il Bataclan (Novembre)
  - Marco Del Bianco - Pacifiction - Un mondo sommerso (Pacifiction - Tourment sur les îles)

### Migliore cortometraggio documentario
- - Marie Schneider, 1983
  - Churchill, Polar Bear Town
  - Écoutez le battement de nos images

### Premio César onorario
- David Fincher